# Leonard Gerow
El general Leonard Townsend Gerow (13 de juliol de 1888 - 12 d'octubre de 1972) va ser un alt oficial de l'Exèrcit dels Estats Units que va servir amb distinció tant a la Primera Guerra Mundial com a la Segona Guerra Mundial.
Graduat el 1911 a l'Institut Militar de Virgínia (VMI), Gerow va servir l'ocupació de Veracruz i a l'estat major del Cos de Senyals al front occidental durant la Primera Guerra Mundial. Després de la guerra, va assistir a l' Escola d'Infanteria, a l' Escola de Comandament i d'Estat Major, i el Army War College .
Durant la Segona Guerra Mundial, va ser el cap de la Divisió de Plans de Guerra de l' Estat Major del Departament de Guerra. Més tard se li reprendria per les seves accions abans de l'atac japonès a Pearl Harbor. Comandà la 29a Divisió d'Infanteria i després el V Cos. Com a tal, Gerow va tenir un paper important en la planificació de l'Operació Overlord, la invasió de l’Europa continental. Va ser el primer comandant del cos en desembarcar el dia D, el 6 de juny de 1944, i va continuar al comandament durant la batalla de Normandia, que va veure com les seves divisions patien fortes baixes. Es va convertir en el primer major general nord-americà a entrar a París després del seu alliberament. El gener de 1945, va assumir el comandament del Quinzè exèrcit.

## Biografia

### Primers anys
Leonard Townsend Gerow va néixer a Petersburg, Virginia, el 13 de juliol de 1888, fill de Leonard Rogers Gerow, conductor de ferrocarril, i Annie Eloise Saunders. El nom Gerow es va derivar del nom francès "Giraud". Tenia tres germans i una germana.
Gerow va assistir a l'escola secundària a Petersburg i després va assistir al Virginia Military Institute (VMI) del qual es va graduar amb una llicenciatura en ciències el 1911. Va ser elegit tres vegades president de la classe i va rebre el "nomenament d'honor" que, en aquell moment, permetia a un home de cada classe graduada de VMI convertir-se en tinent de segona de l'exèrcit regular sense més examen. Va ser nomenat segon lloctinent a la branca d'infanteria de l'exèrcit dels Estats Units el 29 de setembre de 1911. El seu germà Lee S. Gerow es va graduar de la VMI el 1913, i finalment va arribar al rang de tinent general.

### Carrera militar inicial
Abans de la Primera Guerra Mundial, Gerow va exercir en una sèrie de tasques com a oficial de grau a la infanteria. El 1915 va guanyar elogis pel seu treball a l'huracà de Galveston. També va participar en l'ocupació de Veracruz. Va ser ascendit a tinent l'1 de juliol de 1916 i posteriorment a capità el 15 de maig de 1917, poc després de l'entrada nord-americana a la Primera Guerra Mundial el 6 d'abril de 1917.
Del 16 de gener de 1918 al 30 de juny de 1920, Gerow va formar part del personal del cos de senyals al  front occidental. Va participar en la segona batalla del Marne, la batalla de Saint-Mihiel i l'ofensiva Mosa-Argonne. Va ser ascendit al rang temporal de tinent coronel, encarregat de comprar tot l'equip de ràdio per a la Força Expedicionària Americana (AEF) a Bèlgica i França. Pels seus serveis durant la guerra se li va concedir la medalla al servei distingit a l'exèrcit i la legió d'honor francesa.
Després de tornar als Estats Units, va ser ascendit al grau de major permanent l'1 de juliol de 19201920. Va assistir al curs avançat a l'Escola d'Infanteria de Fort Benning, Geòrgia, a la tardor de 1924. Es va graduar primer a la classe el 1925 a partir del curs avançat a l'escola d’infanteria. Omar Bradley es va graduar en segon lloc. Gerow va assistir a l' Escola de Comandament i Estat Major General, on Dwight D. Eisenhower era un company d'estudis.; graduant-se el 1926, sent l'11è en una classe de 245. El 1931 va completar el Curs d'oficial de camp en guerra química i tancs, i va fer un curs a l'Escola de guerra. La seva primera esposa, Kathryn Getchell, va morir el 17 de juny de 1933. Després es va casar amb Mary Louise Kennedy, que va morir el 29 d'octubre de 1970. No va tenir fills.
Gerow va servir a la Xina el 1932 al sector de Xangai durant l'incident del 28 de gener. L'1 d'agost de 1935 fou ascendit al rang permanent de tinent coronel. L'1 de setembre de 1940, abans de l'entrada nord-americana a la Segona Guerra Mundial, es va convertir en coronel de grau permanent i un mes després, l'1 d'octubre de 1940, es va convertir en general de brigada temporal .

### Segona Guerra Mundial
En el moment de l'atac a Pearl Harbor i l'entrada dels Estats Units a la Segona Guerra Mundial, Gerow era cap de la Divisió de Plans de Guerra de l'Estat Major del  Departament de Guerra. Va ser ascendit a major general el 14 de febrer de 1942. En lliurar el lloc del cap de la Divisió de Plans de Guerra a Eisenhower, Gerow li va dir: "Bé, vaig tenir Pearl Harbor al llibre; vaig perdre les PI [Illes Filipines], Sumatra i totes les NEI [Índies Neerlandeses Orientals] al nord de la barrera. A veure què podeu fer."

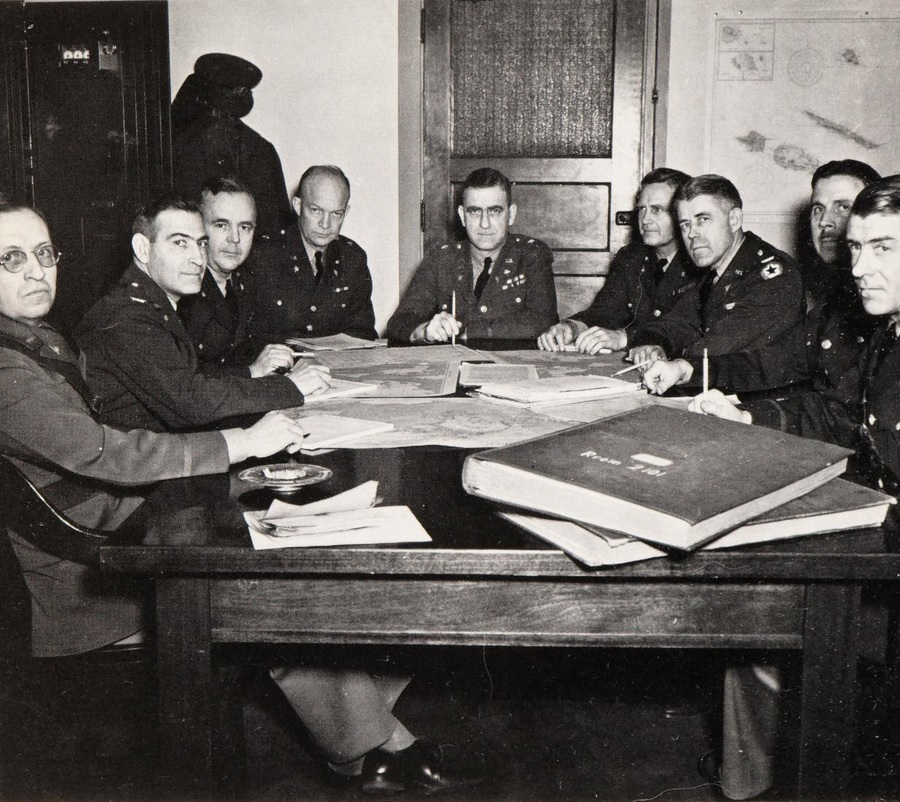
Reunió de la Divisió de Plans de Guerra el març de 1942. Gerow és al capdavant de la taula al costat de Dwight D. Eisenhower; el seu germà Lee S. Gerow és el segon des de l'esquerra.

El 16 de febrer de 1942, Gerow es va convertir en general comandant de la 29a divisió d'infanteria, una formació de la Guàrdia Nacional de l'Exèrcit provinent principalment de Virgínia, encara que el cap de l'Estat Major de l'Exèrcit dels Estats Units, el general George C. Marshall, tenia dubtes sobre la seva capacitat. Va rebre la Legió del Mèrit el 27 de setembre de 1943 pel seu treball com a comandant de la divisió i com a cap de gabinet de la Divisió de Plans de Guerra.
El tinent general Jacob Devers, el comandant del Teatre d'Operacions Europeu, Exèrcit dels Estats Units (ETOUSA) seleccionà Gerow per reemplaçar el major general Russell P. Hartle com a comandant del V Cos el 17 de juliol de 1943. En el moment que això era la unitat més gran de tropes de l'ETOUSA. Com a tal, Gerow va tenir un paper important en la planificació de l'Operació Overlord, la invasió de l'Europa continental. Quan Eisenhower va substituir Devers com a comandant del teatre, ell i Bradley van eliminar altres tres comandants del cos, Willis D. Crittenberger, Emil F. Reinhardt i Roscoe B. Woodruff, i els va substituir per tres generals amb experiència en combat a la guerra com a comandants de divisió, però van conservar Gerow. He El 8 d'agost de 1944, per la seva contribució a la fase de planificació de l'Operació Overlord, li van concedir un manat de fulles de roure a la seva Medalla al servei distingit el 8 d'agost de 1944.
Gerow va ser el primer comandant del cos a terra el dia D, el 6 de juny de 1944, i va continuar al comandament durant la batalla de Normandia, que va veure com les seves divisions patien fortes baixes. El V Cos estava format inicialment per dues divisions d'infanteria: la veterana 1a i la 29a verda, la seva antiga divisió, ara comandada pel major general Charles H. Gerhardt. Va ser el primer oficial nord-americà del rang de major general a entrar a París després del seu alliberament per part de la 2a divisió blindada francesa i la 4a divisió d'infanteria dels Estats Units. Per la seva part en aquesta campanya se li va concedir l'Estrella de Plata. La seva citació deia:
| « | Per valentia en acció contra l'enemic el 25 d'agost de 1944 a França. Mentre els combats encara tenien lloc a París i als voltants, el major general Gerow, amb un valor marcat, va conduir amb coratge a través d’una intensa metralladora de 20 mm i un franctirador per arribar a la ciutat. Tot i que moltes interseccions van ser bloquejades amb barricades tripulades per tropes alemanyes, va procedir sense vacil·lar pels perillosos carrers per realitzar una important conferència amb el comandant general de les forces franceses a la ciutat. La galant acció del major general Gerow va ser una inspiració per als membres del seu comandament i reflecteix un gran mèrit a si mateix i al servei militar. | » |

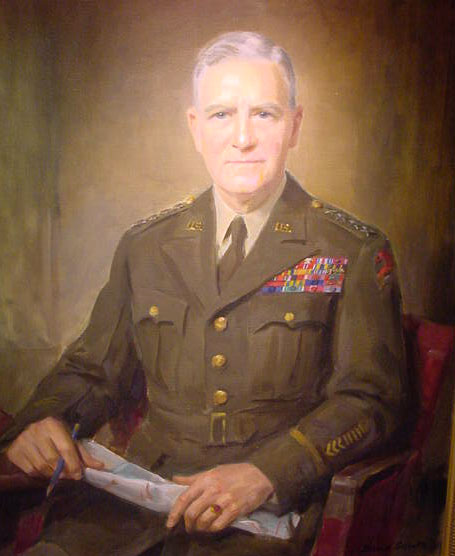
Retrat de Leonard T. Gerow.

Gerow va comandar el V Cos del 17 de juliol de 1943 al 17 de setembre de 1944 i de nou del 5 d'octubre de 1944 al 14 de gener de 1945. En el buit entre els dos períodes de comandament, va tornar als Estats Units per comparèixer davant la investigació Pearl Harbor de la Junta de l'Exèrcit. L'informe Clausen resultant va considerar culpable l'actuació de Gerow, citant el seu fracàs en mantenir completament informat el tinent general Walter Short i en donar-li una clara orientació.
Eisenhower i Bradley van tenir molt en compte a Gerow i el van classificar com un dels màxims comandants de camp americans de la Segona Guerra Mundial. En una nota de febrer de 1945, el general Eisenhower va enumerar els principals comandants nord-americans per ordre de mèrit en funció del valor del seu servei durant la guerra. Gerow figura a la llista del 8 de 32. En una carta a Marshall el 26 d'abril de 1945, relativa als comandants que podrien continuar servint al Pacífic, Eisenhower va felicitar molt Bradley i va dir: "A Europa hi ha altres homes que han estat provats a fons com a alts comandants de combat, inclosos Simpson, Patch, Patton, Gerow, Collins, Truscott i altres. Qualsevol d'aquests pot dirigir amb èxit un exèrcit en combat en les condicions més dures."
Gerow va rebre el comandament del Quinzè exèrcit recentment format el 15 de gener de 1945. Va ser ascendit a tinent general el 6 de febrer de 1945, amb la promoció efectiva l'1 de gener de 1945.

### Carrera posterior a la Segona Guerra Mundial
Després de la guerra, Gerow va ser nomenat comandant del Col·legi d'Estat Major i Comandament. Va ser posat al capdavant d'una junta que estudiava i proposava com s'haurien d'organitzar els col·legis de l'exèrcit, després de la guerra. El febrer de 1946, la Junta Gerow va recomanar cinc col·legis diferents. El gener de 1948 va ser nomenat general comandant del Segon exèrcit. Aquest va ser el seu últim càrrec; es va retirar de l'exèrcit, després de gairebé 40 anys de servei, el 31 de juliol de 1950. [4] Va ser ascendit al rang de general complet el 19 de juliol de 1954 per una llei especial del Congrés (Llei Pública 83-508).
Gerow va morir a l'Hospital de l'Exèrcit Kenner a Fort Lee, Virgínia, el 12 d'octubre de 1972 i va ser enterrat al cementiri nacional d'Arlington. Els seus treballs es troben als arxius del Virginia Military Institute.

## Dates de promoció

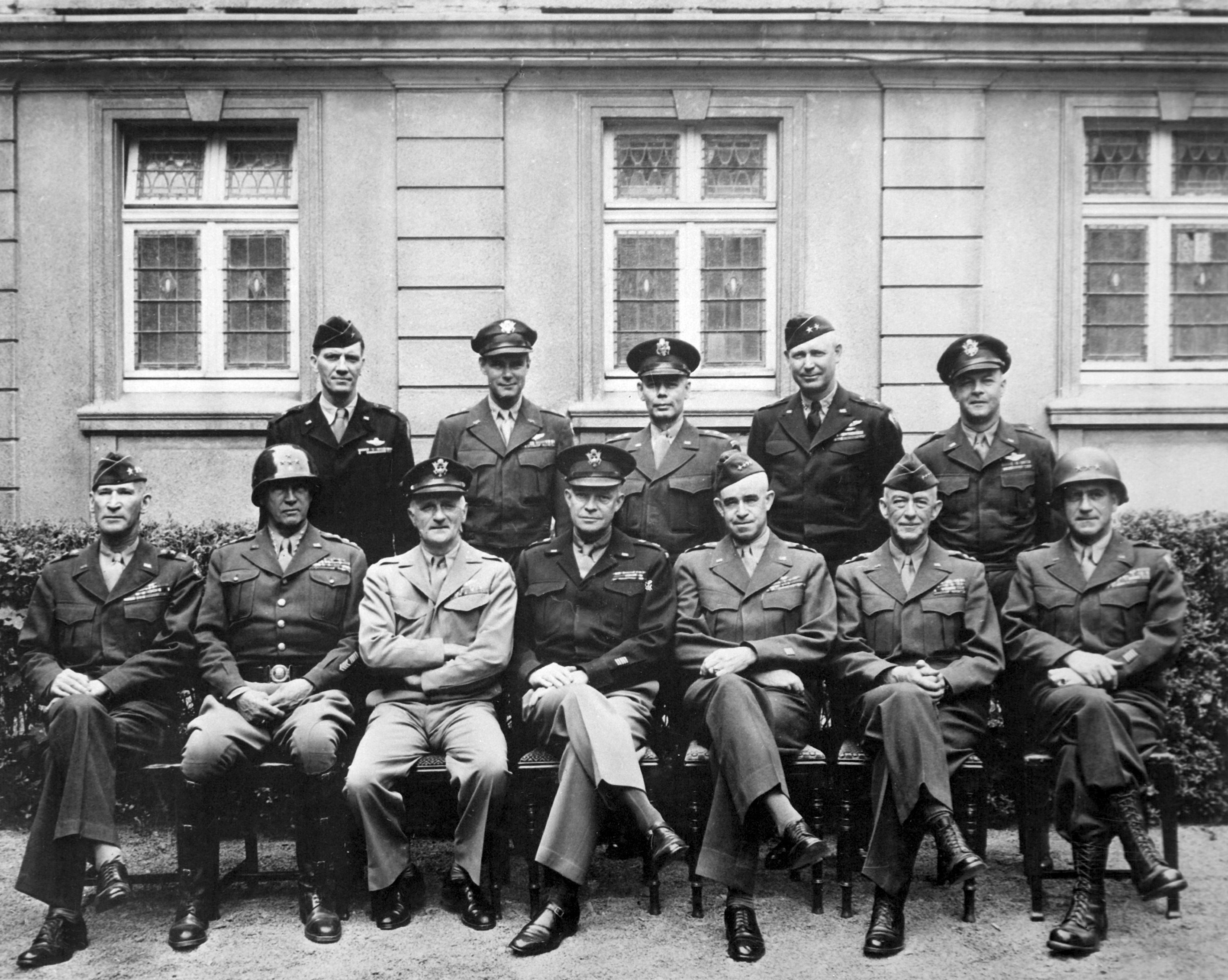
Oficials superiors americans de la II Guerra Mundial. Asseguts (d'esquerra a dreta): Grals. Simpson, Patton, Spaatz, Eisenhower, Bradley, Hodges i Gerow; drets (d'esquerra a dreta): Grals. Stearley. Vandenberg, Bedell Smith, Weyland i Nugent.

- Tinent de 2a – 29 de setembre de 1911
- Tinent – 1 de juliol de 1916
- Capità – 15 de maig de 1917
- Major – 1 de juliol de 1920
- Tinent Coronel – L'1 d'agost de 1935
- Coronel – 1 de setembre de 1940
- Brigadier – 1 d'octubre de 1940 (temporal)
- Major General – 14 de febrer de 1942
- Tinent General – 1 de gener de 1945
- General – 19 de juliol de 1954

## Condecoracions
| Bronze oak leaf cluster · Bronze oak leaf cluster · Plantilla:Ribbon devices/alt     | Medalla del Servei Distingit a l'Exèrcit amb dos manats de fulles de roure            |
| Bronze oak leaf cluster · Bronze oak leaf cluster · Plantilla:Ribbon devices/alt     | Estrella de Plata amb dos manats de fulles de roure                                   |
| Bronze oak leaf cluster · Plantilla:Ribbon devices/alt                               | Legió del Mèrit amb un manat de fulles de roure                                       |
| Bronze oak leaf cluster · Plantilla:Ribbon devices/alt                               | Estrella de Bronze amb un manat de fulles de roure                                    |
| Plantilla:Ribbon devices/alt                                                         | Medalla de l'Aire                                                                     |
| Plantilla:Ribbon devices/alt                                                         | Medalla del Servei a Mèxic                                                            |
| Plantilla:Ribbon devices/alt                                                         | Medalla del Servei a la Frontera de Mèxic                                             |
| Plantilla:Ribbon devices/alt                                                         | Medalla de la Victòria a la I Guerra Mundial                                          |
| Plantilla:Ribbon devices/alt                                                         | Medalla del Servei de Defensa Americana                                               |
| Plantilla:Ribbon devices/alt                                                         | Medalla de la Campanya Americana                                                      |
| Bronze star · Bronze star · Bronze star · Bronze star · Plantilla:Ribbon devices/alt | Medalla de la Campanya Europea-Africana-Orient Mitjà amb quatre estrelles de campanya |
| Plantilla:Ribbon devices/alt                                                         | Medalla de la Victòria a la II Guerra Mundial                                         |
| Plantilla:Ribbon devices/alt                                                         | Medalla de l'Exèrcit del Servei d'Ocupació amb barra "Alemanya"                       |
| Plantilla:Ribbon devices/alt                                                         | Company de l'orde del Bany (Regne Unit)                                               |
| Plantilla:Ribbon devices/alt                                                         | Orde de Suvórov, Segona Classe (URSS)                                                 |
| Plantilla:Ribbon devices/alt                                                         | Comandant de la Legió d'Honor (França)                                                |
| Plantilla:Ribbon devices/alt                                                         | Creu de Guerra 1939-1945 amb palma (França)                                           |
| Plantilla:Ribbon devices/alt                                                         | Gran oficial amb palma de l'Orde de Leopold II (Bèlgica)                              |
| Plantilla:Ribbon devices/alt                                                         | Creu de Guerra amb palma (Bèlgica)                                                    |
| Plantilla:Ribbon devices/alt                                                         | Gran oficial de l'orde de la Corona de Roure (Luxemburg)                              |
| Plantilla:Ribbon devices/alt                                                         | Orde del Mèrit Militar de 1a classe (Xile)                                            |
| Plantilla:Ribbon devices/alt                                                         | Gran oficial de l'orde de l'Ayacucho (Perú)                                           |
| Plantilla:Ribbon devices/alt                                                         | Gran oficial de l'Orde del Mèrit Militar (Brasil)                                     |
| Plantilla:Ribbon devices/alt                                                         | Gran oficial de l'orde del Mèrit Aeronautic (Brasil)                                  |